# Fernández (Uruguay)
Fernández es una localidad uruguaya del departamento de Salto. Forma parte del municipio de Mataojo, del que es su sede administrativa.

## Geografía
La localidad se ubica al nordeste del departamento de Salto, en las costas del arroyo Mataojo Chico. Dista 185 km de la ciudad de Salto, y se accede a ella por camino departamental desde el km 107 de la ruta 31.

## Población
Según el censo de 2011 la localidad contaba con 305 habitantes.
| 509           | 399 | 251 | 239 | 299 | 305 |
| (Fuente: INE) |     |     |     |     |     |